# Deporte de pelota

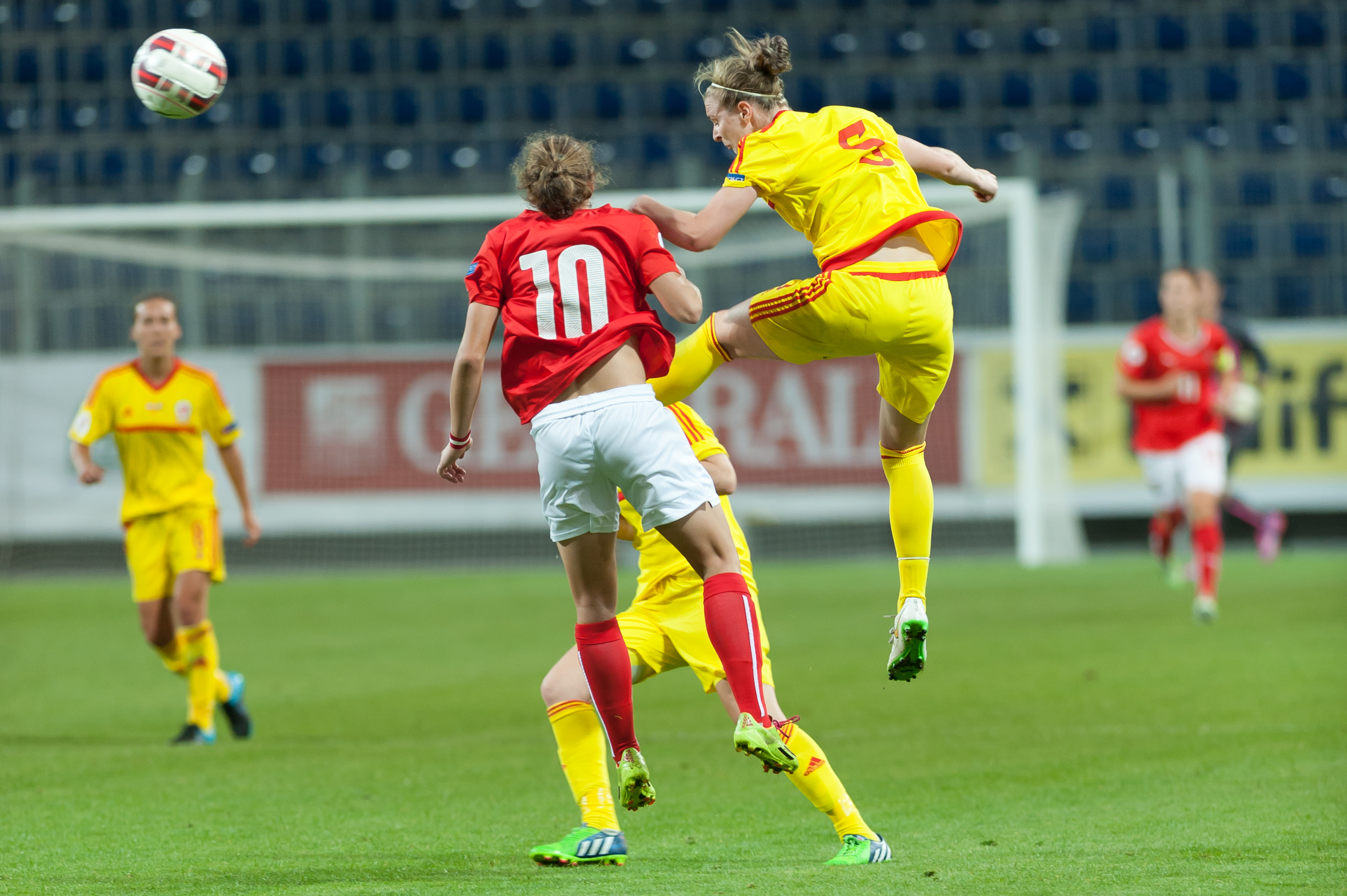
El fútbol es el deporte de pelota más popular y practicado en todo el mundo.

Un juego o de un juego de pelota es un juego o deporte en el cual su elemento esencial es una pelota.
Los juegos de pelota representan una de las formas más antiguas y extendidas de actividad física y deporte. Estos juegos, que tienen como elemento central el uso de una pelota, han evolucionado a través de diversas culturas y sociedades a lo largo de la historia. Se definen por su característica común: una pelota que los jugadores mueven, lanzan, atrapan, patean o golpean con el fin de anotar puntos o lograr un objetivo específico. Desde juegos informales jugados en patios traseros hasta competiciones profesionales seguidas por millones, los juegos de pelota sirven no solo como entretenimiento, sino también como vías para el ejercicio físico, la interacción social y el desarrollo de habilidades.
Hay muchos juegos populares y deportes que impliquen algún tipo de pelota o similar objeto. Estos juegos se pueden agrupar por el objetivo general del juego, a veces indicando un origen común, ya sea de un juego en sí o de su idea básica:  
- juegos en los cuales se utiliza un elemento para golpear la pelota, como el béisbol, el cricket y el golf.
- Juegos que necesitan anotar goles, como el baloncesto (en una canasta), fútbol (en una portería), rugby, balonmano y hockey.
- Juegos en los que la pelota se debe lanzar por encima de una red, como el voleibol, tenis y bádminton.
- Juegos con objetivos a acertar, como los bolos y las bochas.
- El original "juego de pelota", cuyo objetivo es mantener la bola en constante movimiento, donde no se permite tocar dos veces a la tierra sin ser golpeada.

## Historia
El juego de pelota gimnástico se encuentra entre pueblos civilizados y no civilizados (indios norteamericanos, australianos, etc.). En Centroamérica, el juego de pelota mesoamericano era común, jugado desde el año 1400 a. C.
En los monumentos del antiguo Egipto, vemos figuras humanas jugando con una especie de cuerpos redondos. En la Odisea de Homero Nausícaa, la hija del rey feacio juega a la pelota con sus amigas. Más tarde entre los griegos, este juego se vuelve más común entre los hombres, excepto en Esparta, donde las chicas también jugaban con la pelota. El mismo juego, llamado esferística, o esferomaquia, constituía un departamento especial de gimnasia. Las diversas formas de jugar eran consistentes con las actuales. Los griegos también conocían el juego de las dos "ciudades", con dos partidos.[cita requerida]

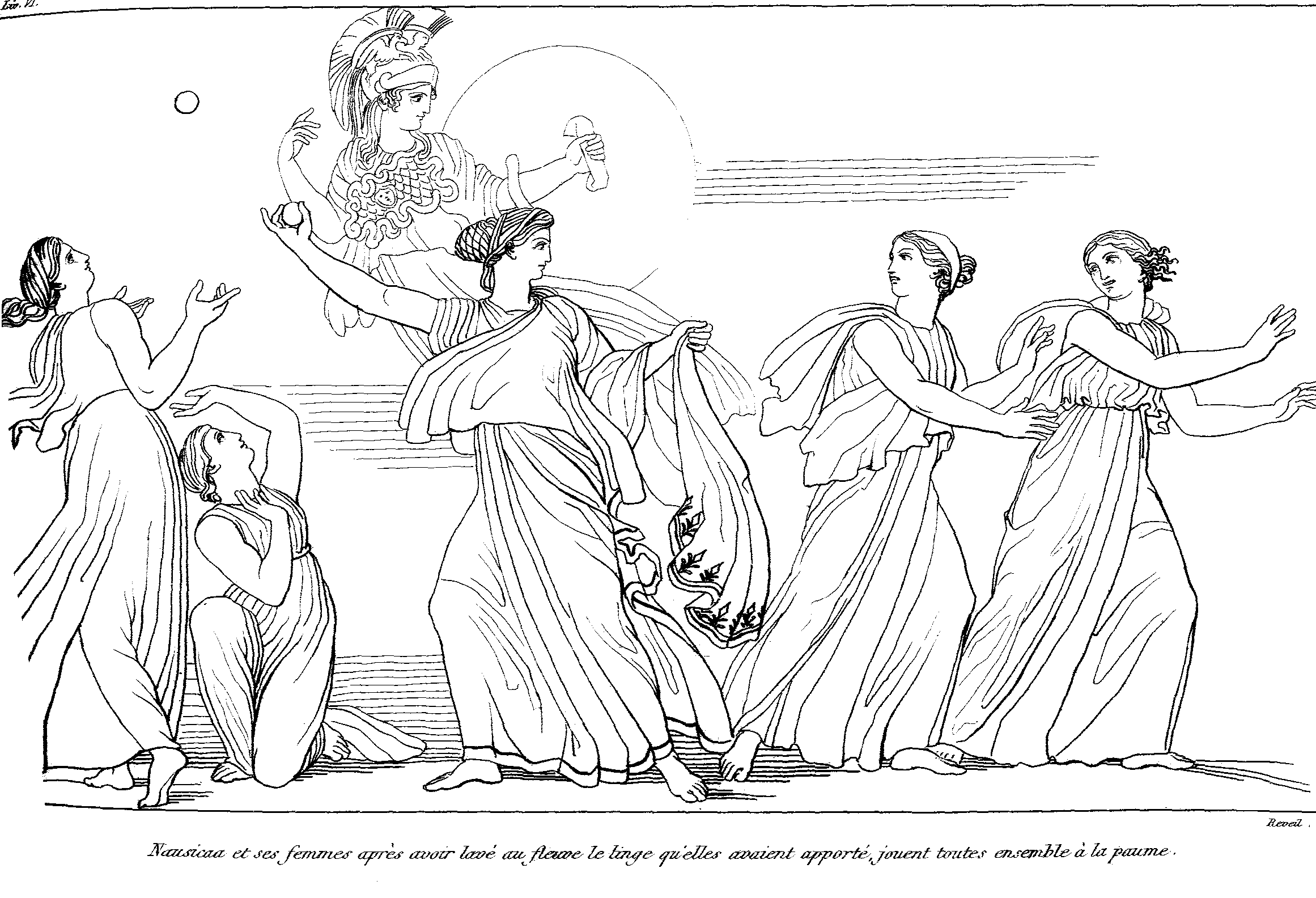
Ilustración de La Odisea, obra de John Flaxman. Nausicaa y sus amigas, después de lavar la ropa que habían traído al río, juegan todas juntas a la pelota.

Entre los romanos, el juego de pelota era también uno de los ejercicios favoritos de grandes y pequeños. Existía la pila una pelota de juego pequeña, la follis una pelota grande inflada con aire, y la paganica, con dimensiones intermedias entre la pila y la follis, rellena de plumas. Se golpeaba la pelota con el puño o la mano y se ponía algo parecido a una manopla en la mano derecha. El pila fue el más utilizado; el juego se jugaba datatim o oxpulsim, dependiendo de si la pelota se lanzaba hacia atrás o se golpeaba más lejos. El tipo de juego favorito era el trigon en el que participaban tres compañeros, dispuestos formando un triángulo.
Y en la Edad Media, el juego de pelota siguió siendo muy común; en otras ciudades se dispusieron locales especiales para ello y se eligieron directores de juego pagados, que en algunas Universidades existieron hasta la época moderna.
El juego de pelota, juego de palma, era muy común en Francia y en Italia; en el segundo país, sirve como espectáculo público y, a veces, lo llevan a cabo sociedades especiales. En el juego italiano de paleta, se utiliza una paleta de madera para golpear una pelota de caucho duro. En Alemania, además de los juegos de pelota ingleses recientemente introducidos, el llamado juego alemán con una pelota pequeña y el lanzamiento de pelotas grandes, a menudo con un asa, son especialmente comunes. 
Los juegos de pelota ingleses son muy variados para ambos sexos; los más conocidos son los bolos, la raqueta, el tenis, el fútbol y el cricket. El primero se juega en los prados. Cuando se juega raquetbol, se golpea con un bastón de madera y la pelota se dirige al muro, donde debe rebotar; para este juego se disponen jueces especiales, que antes existían incluso en las prisiones. El fútbol consiste en patear pelotas grandes con el pie. El tenis y el cricket inicialmente se jugaban sobre pasto.
En Rusia, el juego de pelota más común hasta el siglo XX era la lapta, que tiene mucho en común con el cricket, pero es mucho más simple. Sus principales características son: la división de los jugadores en 2 equipos, carreras, atrapar la pelota, detectar a los corredores con la pelota.

## Tipos
Los juegos de pelota o deportes de pelota, son cualquier forma de juego o deporte que incluye una pelota como parte del juego. Entre ellos se encuentran juegos como el fútbol, el cricket, el béisbol, el baloncesto y el fútbol americano. Dichos juegos tienen reglas e historias diversas y, en su mayoría, tienen orígenes no relacionados. Los juegos de pelota pueden definirse en varios tipos generales, y generalmente tratan de medir lo bien que un jugador puede golpear una pelota:
- juegos de bate y pelota, como el cricket y el béisbol. Estos miden la calidad de un golpe observando cuánto puede correr un jugador que golpea la pelota antes de que un oponente pueda recuperarla.
- Juegos de raqueta y pelota, como tenis, squash y bádminton. Se basan en que los jugadores tratan de golpear la pelota a un oponente de tal manera que éste no pueda devolverla con éxito.
- Juegos de mano y de golpeo de balón, como varios códigos de balonmano, balonmano de rebote y cuatro cuadrados.
- Deportes de gol, generalmente deportes de equipo como baloncesto, waterpolo y todas las formas de fútbol, lacrosse y hockey (excepto el hockey sobre hielo que es un deporte de gol pero se juega con un disco de hockey). Se basan en la división de los jugadores en equipos que tienen una "portería" en su propia mitad del campo, y la pelota se introduce en la portería del equipo contrario para conseguir puntos.
- Deportes de red que no son de raqueta, como el voleibol y el sepak takraw.
- Los deportes de precisión, como los bolos, los bolos sobre hierba, el croquet y el golf, así como los deportes con taco, como el snooker, el billar y otras formas de billar (el deporte del curling, que utiliza una piedra en lugar de una bola, se clasifica entre los deportes de precisión para algunos fines). Estos deportes se basan en golpear la bola contra una o varias dianas, y la calidad del golpe suele medirse por el número de golpes necesarios para que la bola entre en la diana o la atraviese.

## Lista de deportes de pelota

### A - E

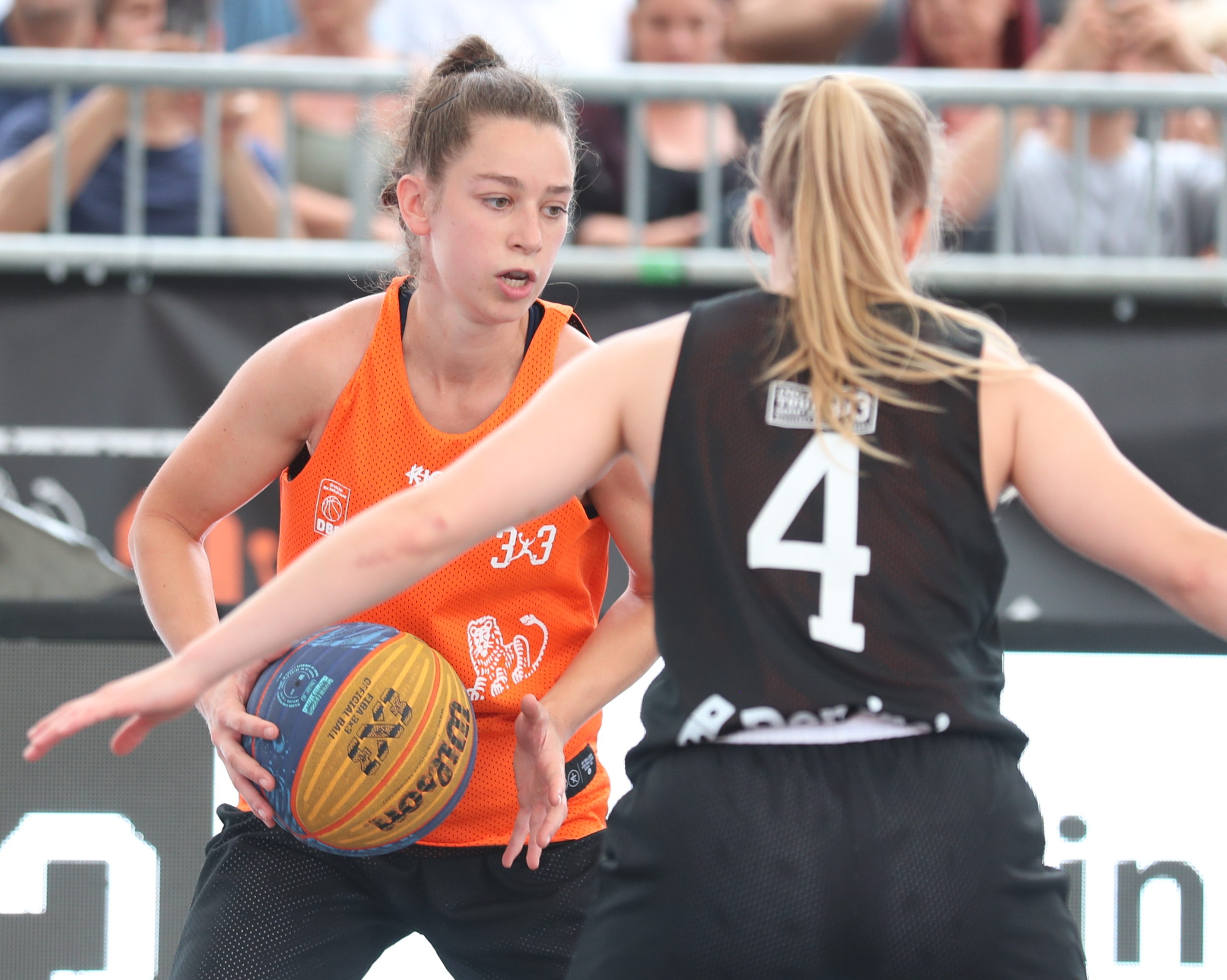
Una jugadora con camiseta naranja con una pelota de baloncesto (femenino) en las manos ante otra jugadora de negro con el número 4 en un partido de baloncesto 3x3. Las pelotas de baloncesto femenino tienen un diámetro de 6 pulgadas y las de baloncesto masculino de 7 pulgadas.

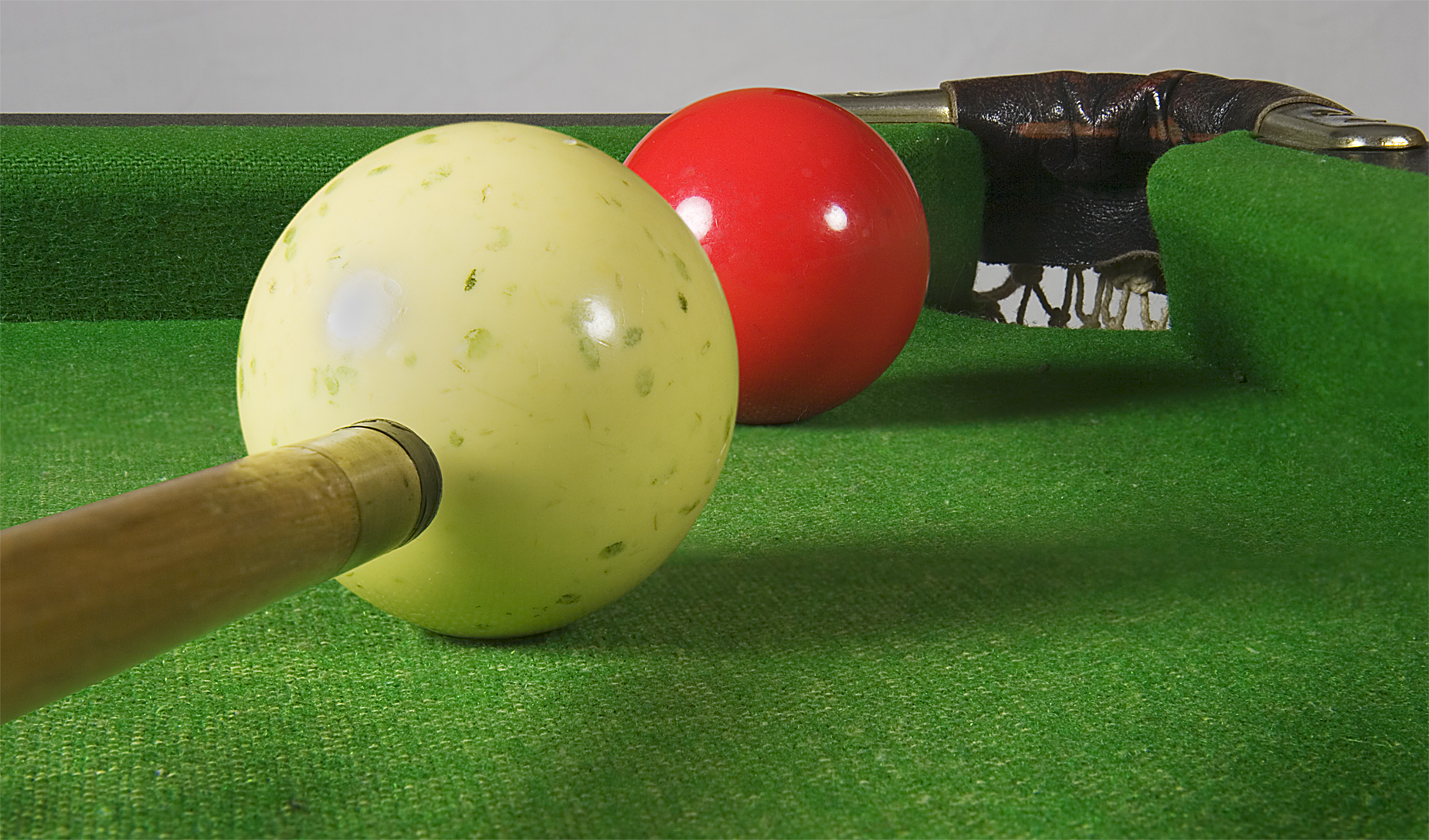
Snooker. El diámetro de las bolas es de 52,5 milímetros.

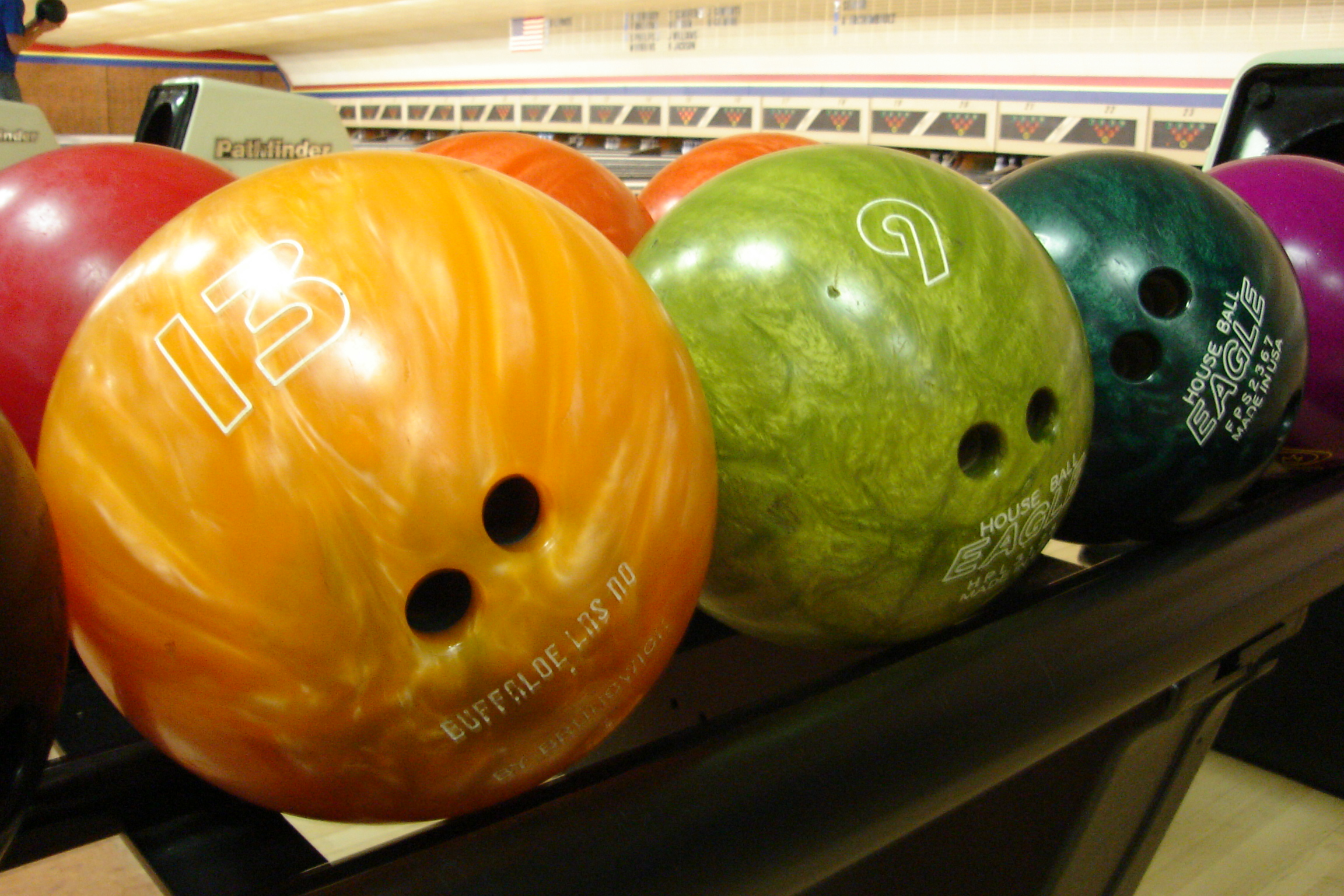
Bolas de bowling o bolera. Las bolas de bowling pesan 7.3 kg y un diámetro de entre 21.59 y 21.83 cm.

- Baloncesto
  - Baloncesto 3x3
  - Baloncesto en silla de ruedas
  - Streetball
- Balonmano
  - Balonmano a 11
  - Balonmano playa
- Balonpesado
- Balón prisionero o quemadas
- Béisbol
  - Sóftbol
  - Townball o tombo
- Billar
  - Billar español
  - Billar francés
  - Billar inglés
  - Pool
  - Snooker
- Bochas
  - Bola Z
  - Canicas
- Bolos
  - Bolos césped
  - Bowling americano
  - Mölkky
- Bossaball
- Broomball
- Cestoball
- Ciclobol
- Críquet
  - Twenty20
- Croquet
  - Roque
- Cuatro cuadras

### F - K

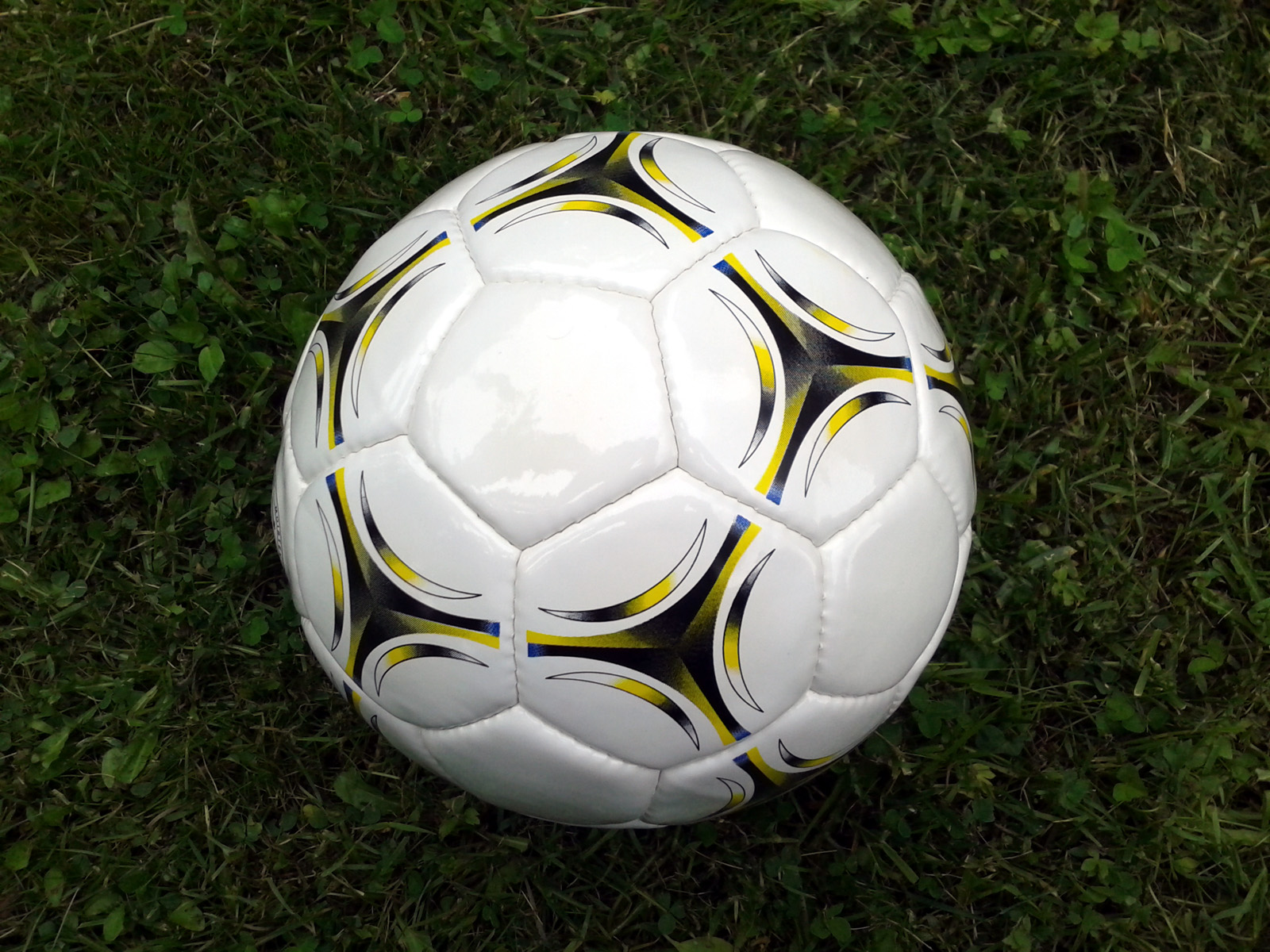
Balón de fútbol. El balón de fútbol tiene una circunferencia de entre 68 y 70 cm y un peso de entre 410 y 450 g.

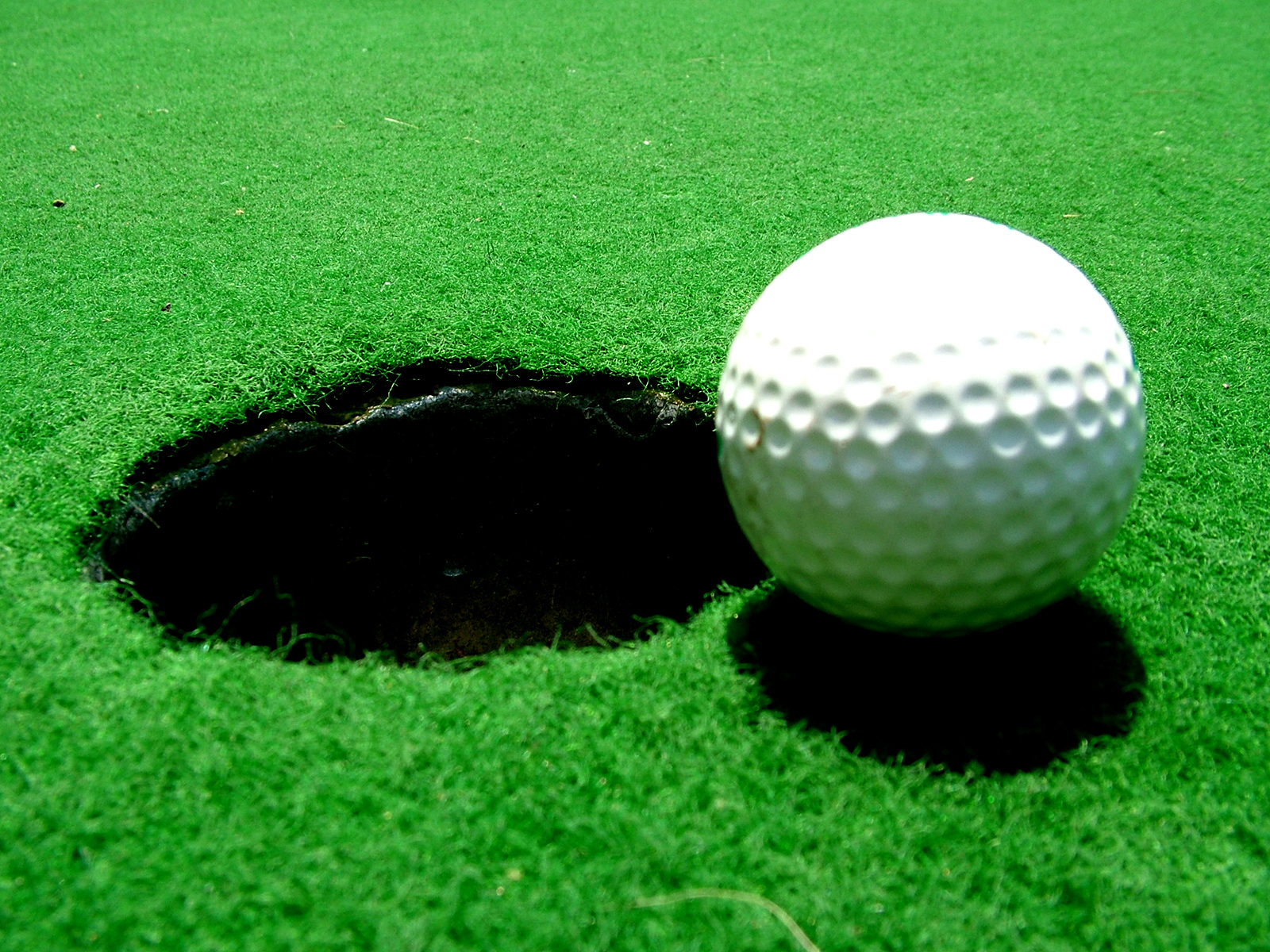
Bola empleada en el golf. Las bolas de golf no pueden pesar menos de 45.93 g y tener un diámetro de menos de 42.67 mm.

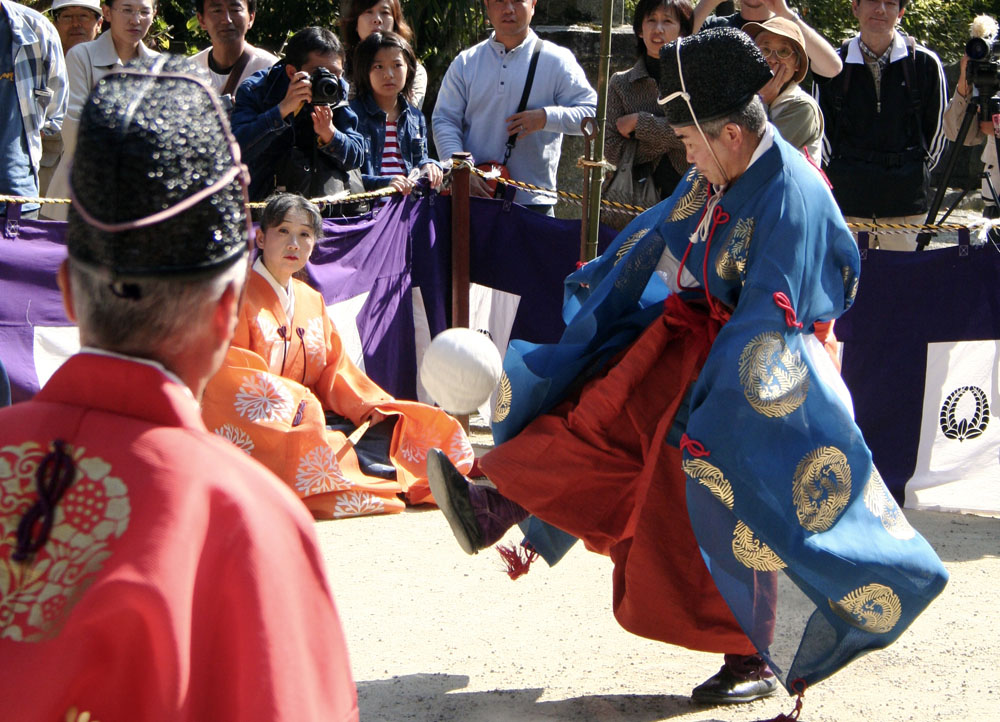
Representación moderna de un juego de Kemari.

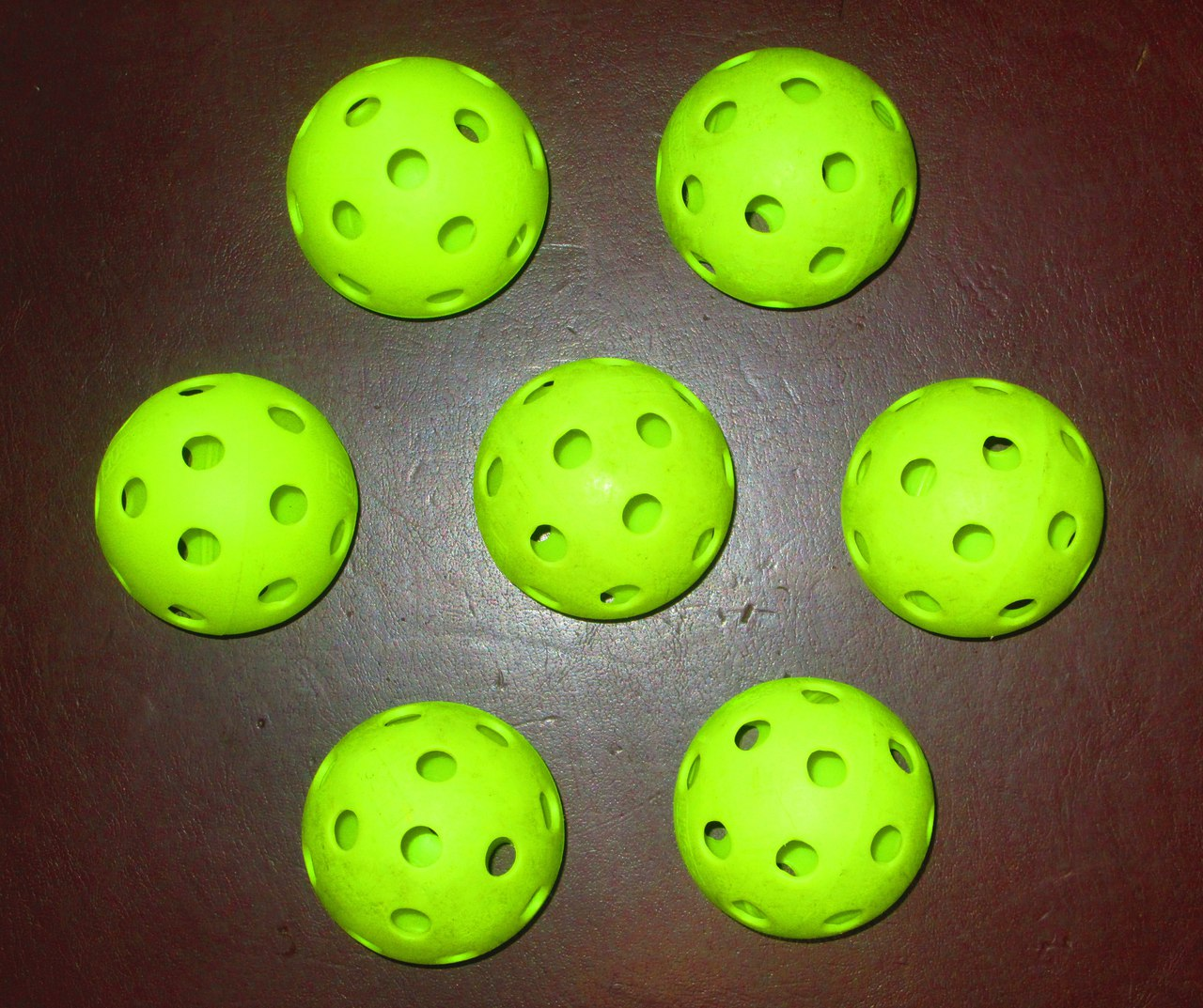
Pelotas de pickleball, llamadas wiffle ball. Pesan entre 22.1 y 26.5 g.

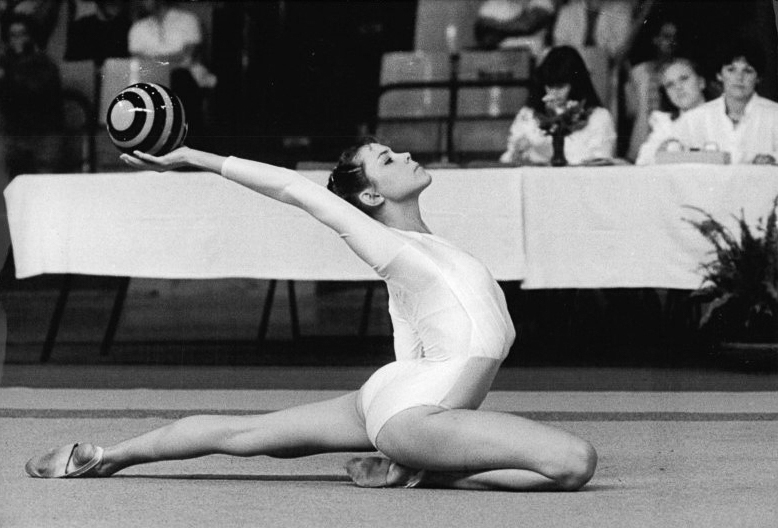
Una gimnasta de gimnasia rítmica en el ejercicio con pelota. La pelota de gimnasia rítmica pesa al menos 400 g y tiene un diámetro de entre 18 y 20 cm.

- Faustball
- Flickerball
- Fútbol (homonimia)
  - Fútbol (Fútbol asociación)
    - Fútbol 7
    - Fútbol sala
    - Fútbol indoor
    - Fútbol playa

  - Fútbol de reglas internacionales
    - Fútbol australiano
    - Fútbol gaélico

  - Fútbol gridiron
    - Fútbol americano
      - Flag football
      - Fútbol americano indoor

    - Fútbol canadiense

  - Fútbol callejero
  - Fútbol-tenis
  - Fútbol de carnaval
  - Calcio florentino
  - Fútbol subacuático
  - Futgolf
  - Futvóley
- Gimnasia Rítmica
- Golf
  - Minigolf
  - Pitch and putt
- Half-rubber
- Hockey
  - Bandy
  - Floorball
  - Hockey callejero
  - Hockey sobre césped
  - Hockey sobre patines
  - Hockey sala
- Hooverball
- Hurling
- Juggling
- Kemari
- Kikimbol
- Kin-Ball
- Korfbal

### L - P

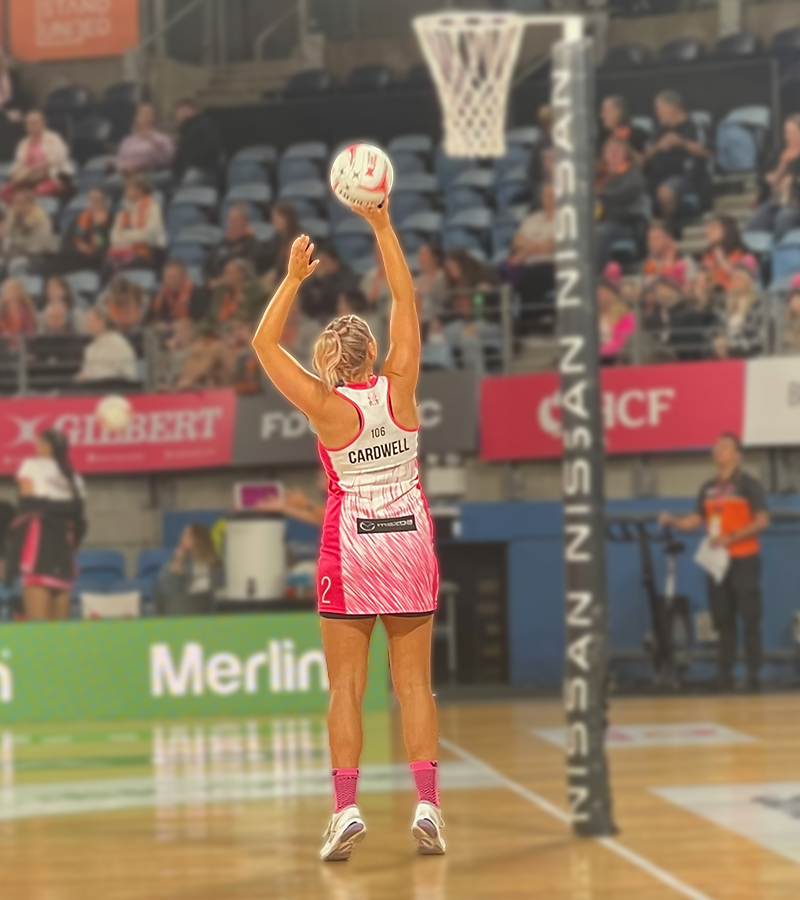
Una jugadora practica el tiro antes de un partido de netball en Sídney, Australia.La pelota de netball está hecha de cuero, caucho o material similar, mide de 680 a 710 milímetros (27 a 28 pulgadas) de circunferencia y pesa de 397 a 454 gramos (14 a 16 oz).

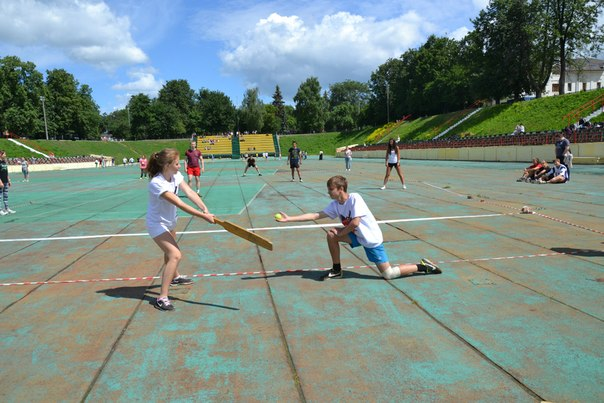
Juego de lapta en Rusia.

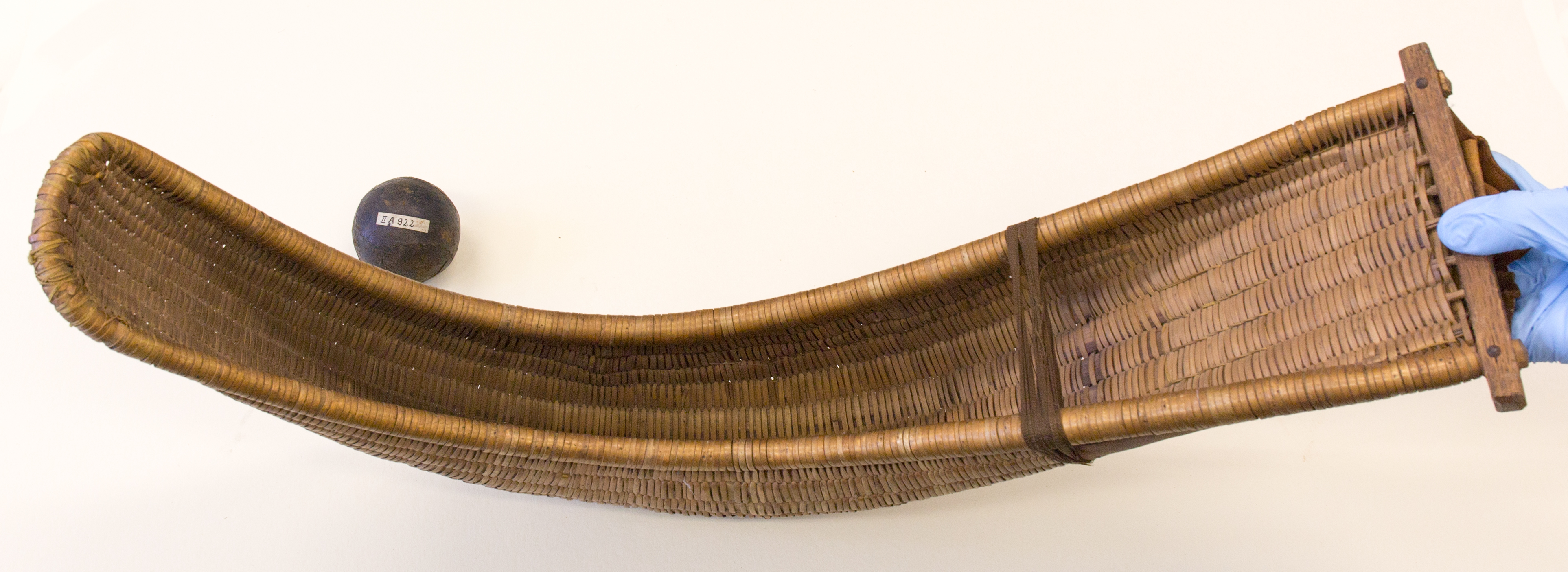
Cesta y pelota de cestaypunta. Ejemplar de coleccionista: la cesta está hecha de mimbre, y la pelota es de cuero.

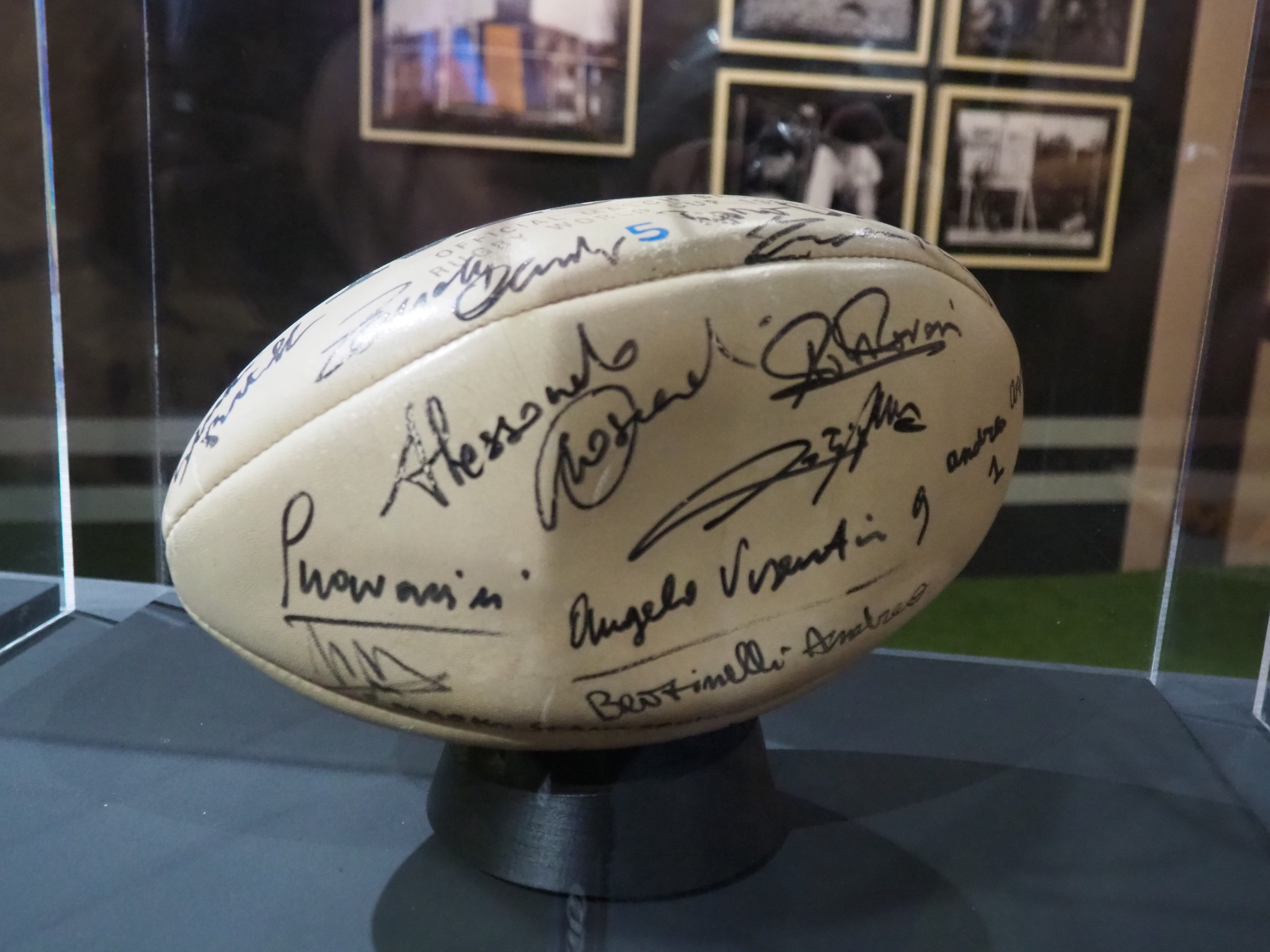
Pelota de Rugby

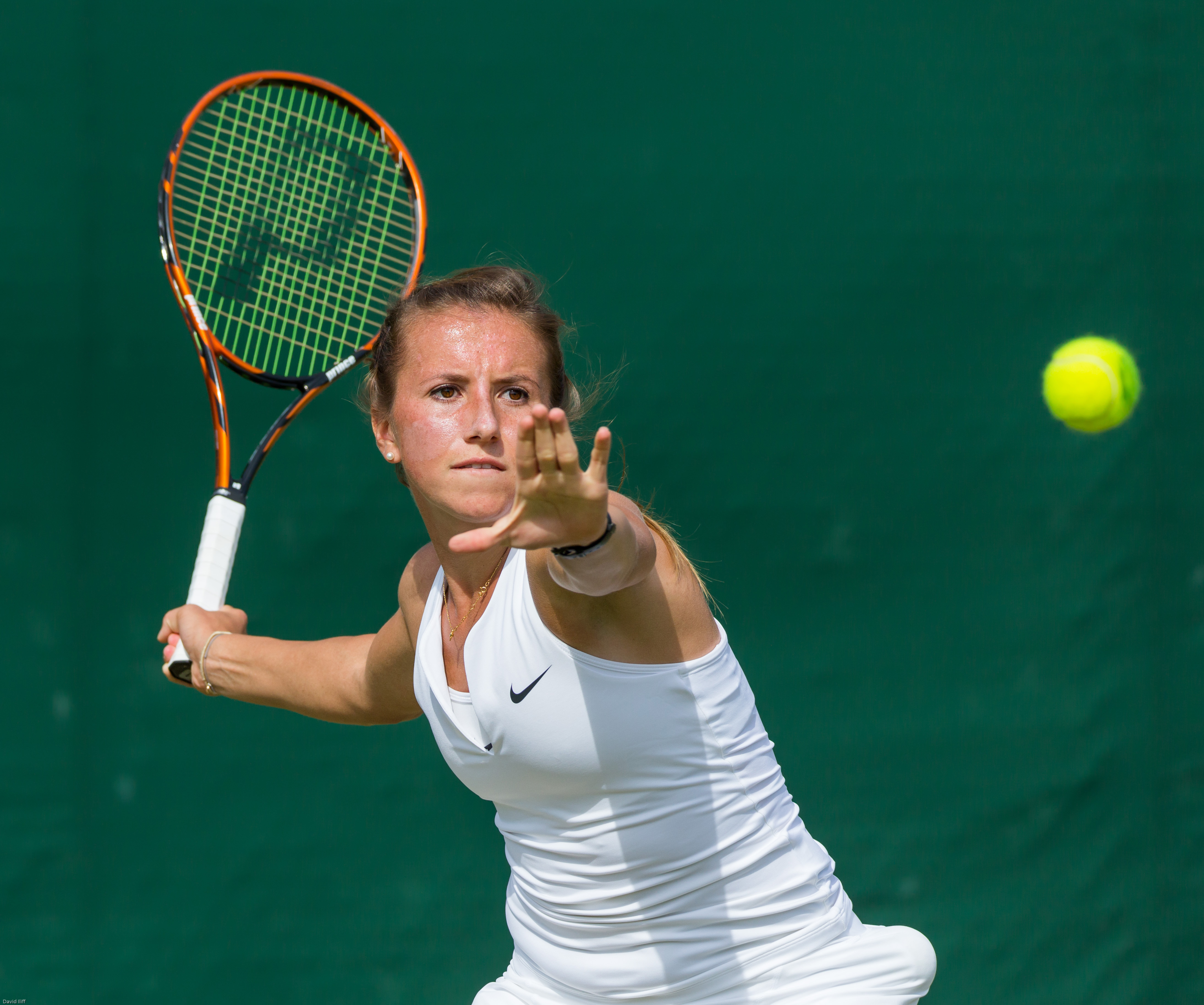
Una jugadora de tenis a punto de golpear la pelota. La pelota de tenis tienen un peso de entre 56 y 59.4 g y un diámetro de entre 6.54 y 6.86 cm.

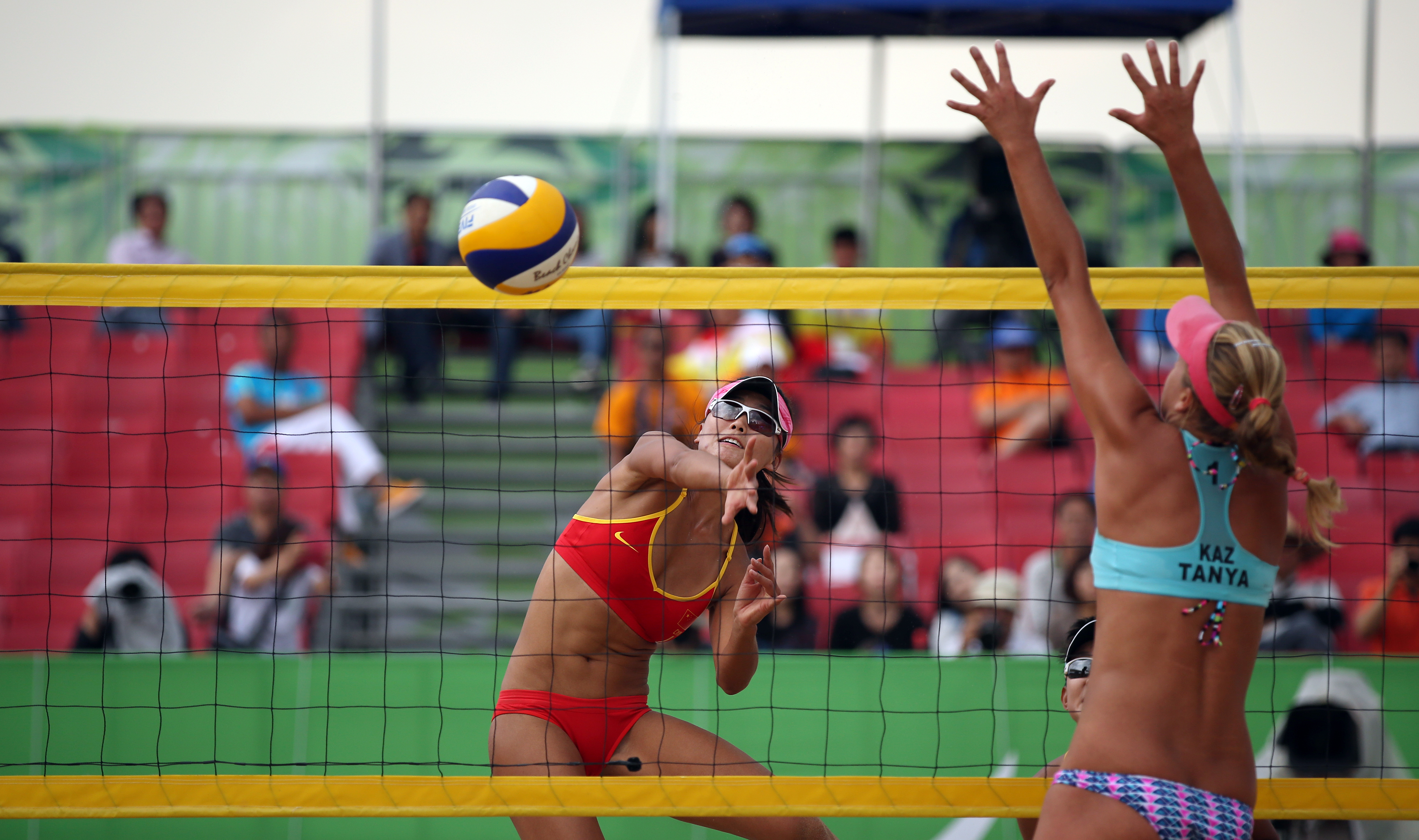
un partido de vóley playa en donde se ve la pelota con la que se juega. La pelota de vóley playa es ligeramente mayor que la de voleibol.

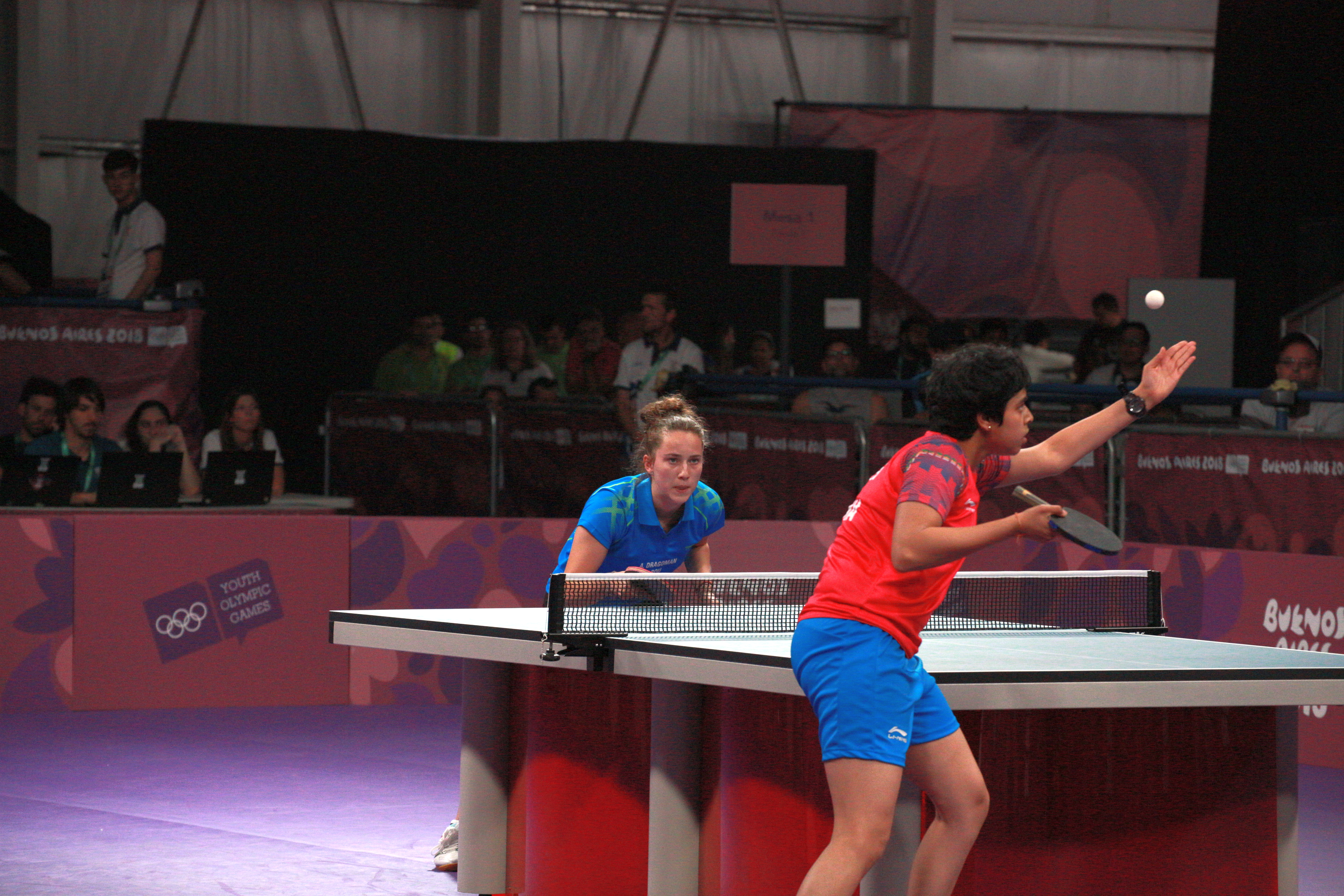
En el tenis de mesa la pelota es blanca generalmente y tiene 40 mm de diámetro.

- Lacrosse
  - Box Lacrosse
  - Intercrosse
- Malabarismo
- Juego de pelota mesoamericano
- Netball
- Padbol
- Pádel
- Pádelbol
- Palas de playa
- Palín
- Pelota mixteca
- Juego de pelota
  - Handball australiano
  - Handball estadounidense
  - Pallone
  - Pelota galesa
  - Pelota irlandesa
  - Pelota valenciana
    - Escala i corda
    - Galotxa
    - Galotxetes
    - Juego internacional
    - Llargues
    - Raspall
    - Frontón valenciano

  - Pelota vasca
    - Cesta punta
    - Frontenis
    - Pelota mano
    - Pelota paleta
    - Remonte
    - Share
- Pesäpallo
- Petanca
- Pickleball
- Polo
  - Bikepolo
  - Kayak-polo
  - Elephant polo
  - Horseball / Pato
  - Polocrosse

### Q - Z

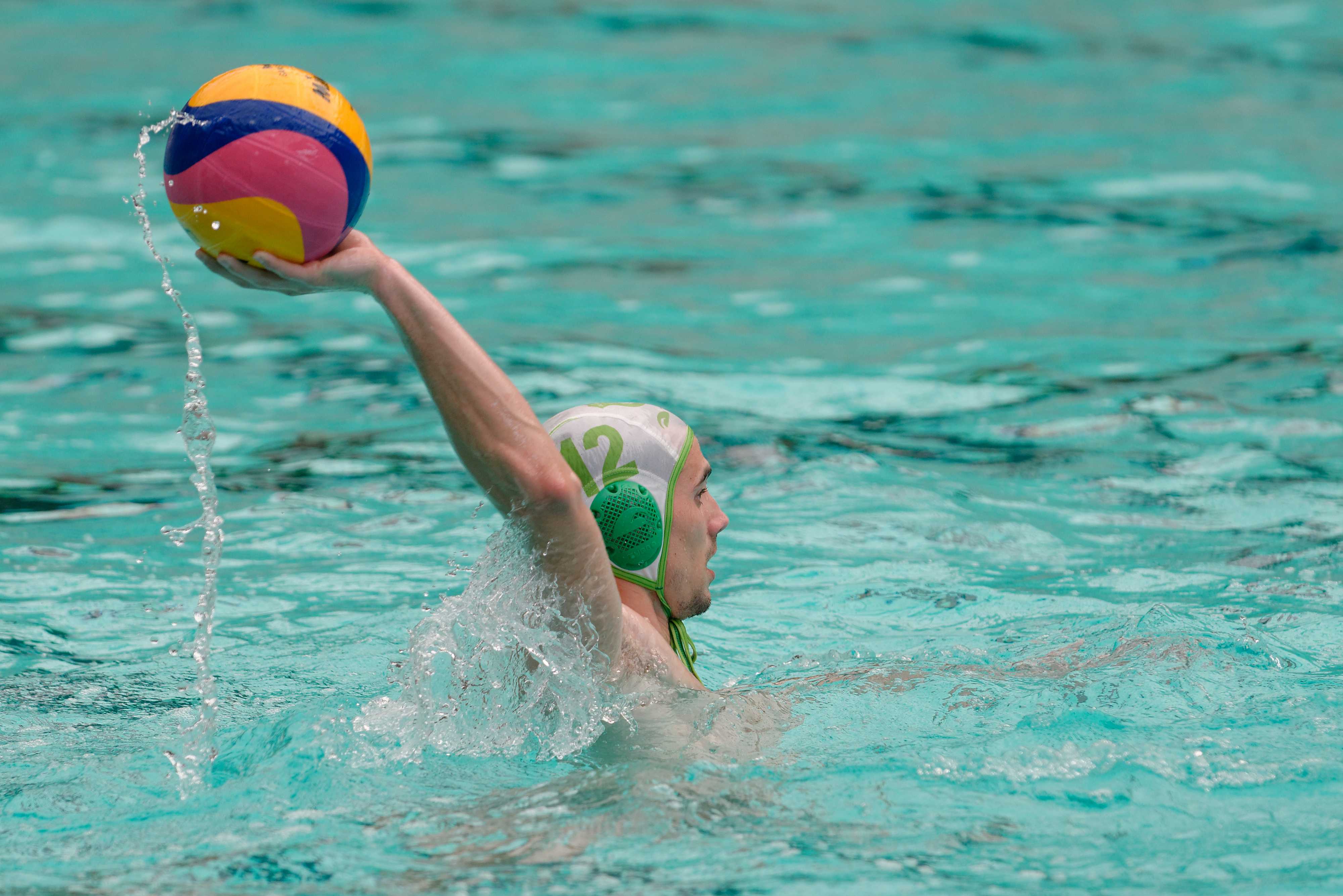
Un jugador de waterpolo en el momento de dar un pase. La pelota de waterpolo masculino pesa entre 400 y 450 gramos y tiene una circunferencia de entre 0.68 y 0.71 m.

- Quidditch
- Raquetbol
- Rounders
- Rugby
  - Rugby union (Rugby 15)
    - Rugby 7

  - Rugby League (Rugby 13)
  - Rugby playa
  - Rugby subacuático
  - Rugby en silla de ruedas
  - Touch rugby
- Sepak takraw
- Shinty
- Squash
- Fútbol de mesa/Futbolín
- Tchoukball
- Tenis
- Tenis de mesa
- Tenis playa
- Ulama
- Deportes subacuáticos
- Volata
- Voleibol
  - Voleibol de playa
  - Voleibol sentado
- Waterbasket
- Waterpolo